# Honda OSM

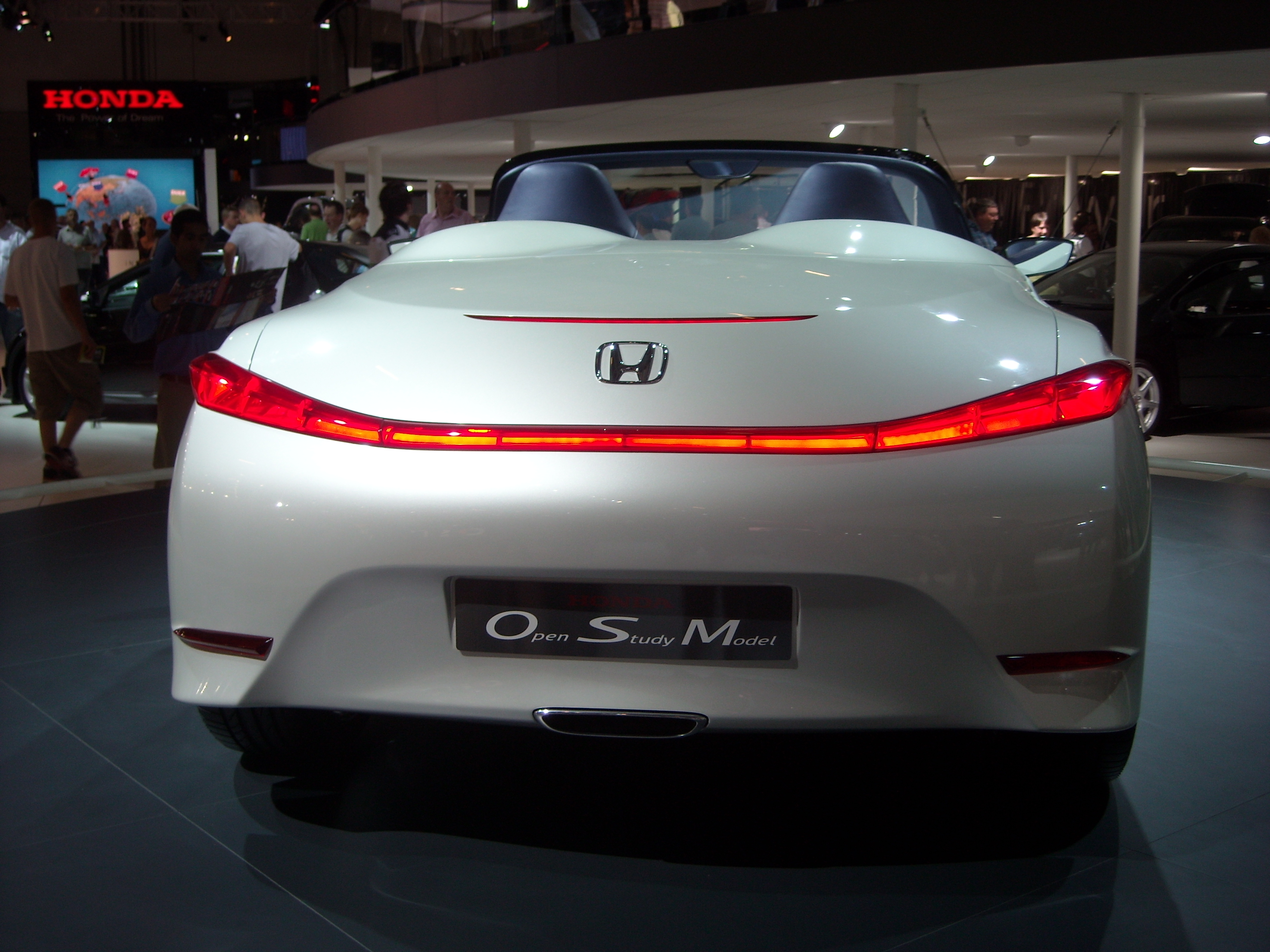
Tył Hondy OSM

Honda OSM (Open Study Model) – samochód koncepcyjny zaprezentowany podczas targów motoryzacyjnych w Londynie w 2008 roku. Auto zostało zaprojektowane przez projektantów europejskiej filii Hondy w Niemczech. Początkowo koncern nie wiązał z tym konceptem planów wdrożenia go do produkcji, jednak w połowie 2011 roku z koncernu wyszła wiadomość o wdrożeniu projektu OSM do produkcji jako następcę Hondy S2000, pod nazwą Beat.